# Karel František Rafael
Karel František Rafael (1795? Žamberk – 14. listopadu 1864 Ptuj (dnes Slovinsko)) byl český kontrabasista a hudební skladatel působící v zahraničí.

## Život
Pocházel z hudební rodiny. Jeho otec František Rafael, bratr skladatele Ignáce Václava Rafaela, byl kantorem v Žamberku a dal synovi základní hudební vzdělání. Studoval na Pražské konzervatoři hru na kontrabas a zpíval v křížovnickém chrámu svatého Františka z Assisi na Starém Městě.
Od roku 1814 hrál na kontrabas v městském divadle v Brně a zpíval v pěveckém souboru F. J. Korntheuera. V té době také zkomponoval hudbu k prvním českému zpěvohernímu představení v Brně, kterým byla zpěvohra Strašidlo ve mlejně. Od roku 1828 působil jako operní zpěvák ve Vratislavi, kde měla roku 1829 premiéru jho zpěvohra Fiakrista markýzem. V roce 1835 se vrátil do Brna a stal se sbormistrem městského divadla. V roce 1837 byl členem divadelní společnosti K. Burghausera v Olomouci. V následujících letech působil jako dirigent divadelních orchestrů v Opavě, Krakově, Olomouci a v Brně.
V roce 1846 přesídlil do Slovinska. Koncertoval v Mariboru, založil smyčcové kvarteto a vyučoval hudbu v Ptuji, kde také zemřel.

## Dílo
Kromě výše uvedené zpěvohry Strašidlo ve mlejně psal scénickou hudbu pro divadla, ve kterých působil. V archivu děkanského kostela v Žamberku se dochovalo několik chrámových skladeb. Komponoval také písně a tance.